# Coleophora lutarea
Coleophora lutarea (лат.) — вид молевидных бабочек-чехлоносок (Coleophoridae).
Европа.

## Описание
Мелкая молевидная бабочка. Размах крыльев 9—11 мм. Взрослая бабочка сероватая с серебристым блеском и, в отличие от близкородственных видов Coleophora, держит усики рядом с телом, а не вытянутыми вперед. Имаго летают в мае. Гусеницы питаются на таких растениях как Stellaria holostea, поедая семена изнутри. К концу личиночной стадии они конструирует футляр из семенной капсулы, которую использует для защиты перед окукливанием в коре дерева.